# Eva Cassidy
| Eva Cassidy                               | Eva Cassidy                               |
| Kattints az alábbi külső linkek egyikére! | Kattints az alábbi külső linkek egyikére! |
| ----------------------------------------- | ----------------------------------------- |
| Nem található szabad kép.(?)              |                                           |
| külső link · jogvédett                    | Eva Cassidy                               |

Eva Marie Cassidy (Washington, 1963. február 2. – Bowie, Maryland,  1996. november 2.) amerikai énekesnő.
Már kiskorában érdeklődött a zene iránt. Otthon apjától tanult meg gitározni. A testvéreivel családi együttest alapítottak. 1990-ben létrehozta az Eva Cassidy Bandet, és rendszeresen fellépett Washingtonban. Készültek stúdiófelvételei, azonban a lemezek nem kerültek piacra, mert Cassidy nem volt hajlandó a kiadók stiláris követeléseit teljesíteni. Rögzítették több koncertjét is, életében azonban nem adták ki egyetlen lemezét sem.
Cassidy így Washingtonon kívül ismeretlen maradt. Négy évvel a halála után a BBC Radio 2 lejátszotta az Over the Rainbow és a Fields of Gold felvételeit, amik komoly sikert arattak. Ezt követően a BBC Two tévé bemutatta az Over the Rainbow videóját.
A Songbird című albuma 1998 jelent meg, és húsz hétig a Billboard slágerlista élén volt. A The Guardian szerint „generációja egyik legkiemelkedőbb hangja”. Több stílusban is adott elő: dzsessz, blues, folk, pop, spirituálék.

## Lemezek
- The Other Side (1992) with Chuck Brown
- Eva by Heart (1997) – Az egyetlen stúdióalbum
- Live at Blues Alley (1997)
- Songbird (1998) – Válogatáslemez az előző három albumból
- Time After Time (2000)
- No Boundaries (2000)
- Method Actor (2002)
- Imagine (2002)
- American Tune (2003)
- Wonderful World (2004) – Válogatáslemez az előző öt albumból

## Filmek
- Eva Cassidy az IMDb-n